# 富璞岩
富璞岩（1959年—），江苏无锡人，汉族，中华人民共和国政治人物、第十二届全国人民代表大会新疆地区代表。
毕业于清华大学EMBA专业。現任南航新疆分公司總經理，加入中国共产党。2013年，担任全国人大代表。